# Norman Island
Die Insel Norman Island ist Teil der Britischen Jungferninseln. Die nach einem Piraten benannte Insel ist unbewohnt und in Privatbesitz. Bei einer Länge von 4,3 Kilometern beträgt ihre Fläche 2,52 Quadratkilometer. Im Norman Hill erreicht die Insel eine Höhe von 132 Metern.
Die Insel ist ein beliebter Anlaufpunkt für Segler. Die wichtigste Bucht ist The Bight an der Nordwestseite der Insel. Sie ist auch bei Starkwind gut geschützt und kann unter Segeln gut angelaufen werden.
Die Insel war Ort der Handlung in dem Roman Die Schatzinsel von Robert Louis Stevenson.